# Чероки (окръг, Джорджия)
Вижте пояснителната страница за други значения на Чероки.
Окръг Чероки (на английски: Cherokee County) е окръг в щата Джорджия, Съединени американски щати. Площта му е 1124 km², а населението - 195 327 души. Административен център е град Кантън.